# Obsidian (logiciel)
Pour les articles homonymes, voir Obsidian.
Obsidian est une application de gestion des connaissances personnelles et une application logicielle de prise de notes qui fonctionne sur les fichiers Markdown,.
Il permet aux utilisateurs de créer des liens internes pour leurs notes, puis de visualiser les connexions sous forme de graphique. Il est conçu pour aider les utilisateurs à organiser et structurer leurs pensées et leurs connaissances de manière flexible et non linéaire.
Le logiciel est gratuit pour un usage personnel. Pour un usage professionnel ou commercial, l'éditeur propose deux options depuis février 2025. Il est possible de supporter l'éditeur en payant une licence ou d'en faire un usage gratuit.

## Histoire
Obsidian est fondée par Shida Li et Erica Xu durant la quarantaine liée à la pandémie de COVID-19. Li et Xu, qui s'étaient rencontrés pendant leurs études à l'Université de Waterloo et avaient déjà collaboré sur plusieurs projets de développement.
Obsidian est initialement publié le 30 mars 2020. La version 1.0.0 est sortie en octobre 2022,. La version 1.1, qui ajoute le plugin de base Canvas, est publiée en décembre 2022.

## Caractéristiques
Obsidian est construit sur Electron. Il s'agit d'une application multiplateforme qui s'exécute sur Windows, Linux et macOS, ainsi que sur des systèmes d'exploitation mobiles tels qu'Android et iOS. Il n'existe pas de version Web du logiciel.
Obsidian fonctionne sur un dossier de documents texte, chaque nouvelle note dans Obsidian génère un nouveau document texte, et tous les documents peuvent être recherchés depuis l'application,. Obsidian permet de faire des liens internes entre les notes et de visualiser les relations entre les notes grâce à une vue graphique,,.
Le formatage du texte dans Obsidian est réalisé via Markdown, mais Obsidian permet la prévisualisation instantanée du texte formaté.
Le support client d'Obsidian n'est accessible que par e-mail. Les développeurs, cependant, ont hébergé un forum Internet (ainsi qu'un Subreddit, qui n'est cependant pas géré par les modérateurs mais par la communauté) et un canal Discord où les utilisateurs peuvent échanger des solutions et des idées.

## Plugins
Obsidian s'utilise en complétant les plugins créés par les développeurs Obsidian, désactivables et appelés plugins principaux, par divers plugins sélectionnés par chaque utilisateur parmi tous ceux mis à sa disposition par d'autres développeurs, ces derniers dits plugins communautaires.